# Cavalieri della fede
L'Ordine dei Cavalieri della fede è stata una società segreta, fondata nel 1810, per difendere il cattolicesimo e la legittima monarchica. Durante il periodo del Primo Impero, ebbe come obiettivo il ripristino della monarchia francese, quindi, durante la restaurazione, si organizzarono nella tendenza parlamentare degli ultrarrealisti, prima di disperdersi nel 1826.

### Gerarchia

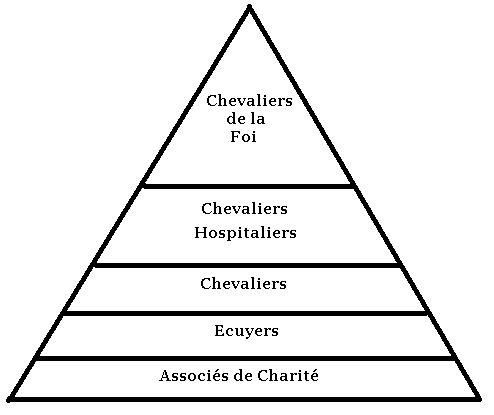
Gerarchia dell'Ordine.

## Caratteristiche dei cavalieri

### I cinque gradi fondamentali
Inizialmente Ferdinand de Bertier de Sauvigny esitò a lungo prima di creare una società segreta, inizialmente gli sarebbe piaciuto fondare un ordine secolare di cavalieri come quello di San Giovanni di Gerusalemme, ecco perché troviamo una denominazione di gradi molto vicini all'antica Cavalleria medievale.
La gerarchia dell'ordine segreto consentì ai ranghi inferiori di ignorare l'esistenza di quelli superiori, nonché le sembianze dei capi. Ogni denominazione di grado era influenzata dall'ideale cristiano e monarchico che sottoponeva tutti i membri all'altare e al trono  .
Il primo grado era quello di "associato di beneficenza", colui che contribuiva solo pregando e in denaro. Gli "associati" pensavano di essere in una pia associazione di cristiani nostalgici del vecchio regime  . Gli  "scudieri" erano messi al corrente della restaurazione della cavalleria, ma solo i "cavalieri" venivano investiti durante una cerimonia. Poi i "Cavalieri ospitalieri" erano particolarmente impegnati nella cura dei prigionieri e degli ospedali. L'ultimo grado, lo stato supremo, era quello dei "Cavalieri della fede" Solo loro conoscevano l'organizzazione della società e i suoi obiettivi politici e religiosi . Dopo la prima restaurazione l'Ordine mantenne i suoi ranghi segreti ma trasformò la sua attività anche dentro il Parlamento.

### I tre cerchi del potere interno

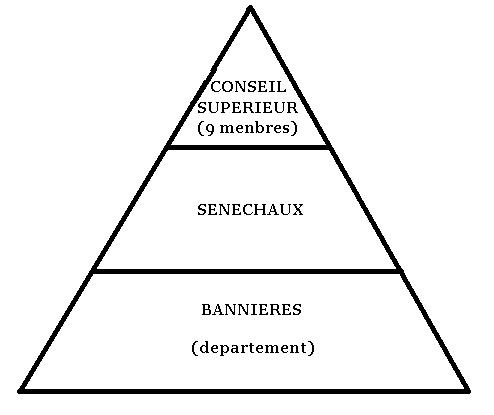
Organizzazione del potere interno.

I "Cavalieri della fede" governavano la società grazie a un grande consiglio superiore, composto da 9 membri, alcuni dei quali avevano il titolo di gran maestro. È soprattutto attorno al Consiglio superiore che si svolgeva l'attività parlamentare, perché dopo la Restaurazione, ebbe un peso politico su Luigi XVIII e Carlo X. Questi ultimi diedero istruzioni ai "Sénéchaux", che gestivano le divisioni militari e che sarebbero stati molto utili durante la seconda restaurazione. Le "Bannières" erano le cellule di base che corrispondevano alle aree di influenza dipartimentale.

### Segni e simboli
La società dei cavalieri della fede aveva la massoneria come modello organizzativo. Anche loro usavano parole d'ordine e segni di riconoscimento. I semplici "cavalieri" avevano tutti un anello benedetto, all'interno del quale era incisa la parola "caritas". Gli "ospitalieri" avevano un rosario con una croce di ebano e i "cavalieri della fede" ne avevano uno con una croce d'argento. Perciò eseguivano anche cerimonie di iniziazione. Inginocchiandosi davanti a un crocifisso, circondati da luci, i cavalieri giuravano sul Vangelo il segreto, l'obbedienza e la lealtà verso Dio, l'onore, il Re e la Patria. Alla fine ricevevano un colpo sulla spalla e un abbraccio dagli altri cavalieri, per diventare finalmente dei veri cavalieri.

### L'impianto

#### Geografia
I Cavalieri della fede trovarono un terreno favorevole nelle ex province della Franca Contea, Fiandre, Artois, Alvernia, Aquitania, Provenza, Vandea e, naturalmente, in grandi città come Parigi, Bordeaux, Tolosa ...

#### Politica
I cavalieri furono uno dei pochi gruppi politici costituito e organizzato all'inizio del XIX secolo. In questi termini si potrebbe quasi parlare di partito politico, soprattutto durante la seconda restaurazione, con un gruppo parlamentare quasi ai suoi ordini, ma il funzionamento segreto e la sua gerarchia mistica lo allontanavano dal concetto di "sinistra".

#### Religione
I fondatori della società dei Cavalieri della fede passarono tutti attraverso La Congregazione. Data l'esitazione iniziale sull'utilità di tale organizzazione, il rapporto tra religione e politica era molto stretto. I cavalieri, non mostrandosi chiaramente come tali, per rispetto del segreto, non erano visti come un gruppo che influenzava il potere. All'epoca si pensava piuttosto che fosse la Congregazione a svolgere questo ruolo. Ma questo può essere spiegato dal fatto che la maggior parte dei capi dei Cavalieri erano membri della Congregazione. Dopo lo scioglimento, nel 1826, i cavalieri senza dubbio, a parte i parlamentari, ripresero un'attività di carità cristiana.